# Barca (Rimavská Sobota)

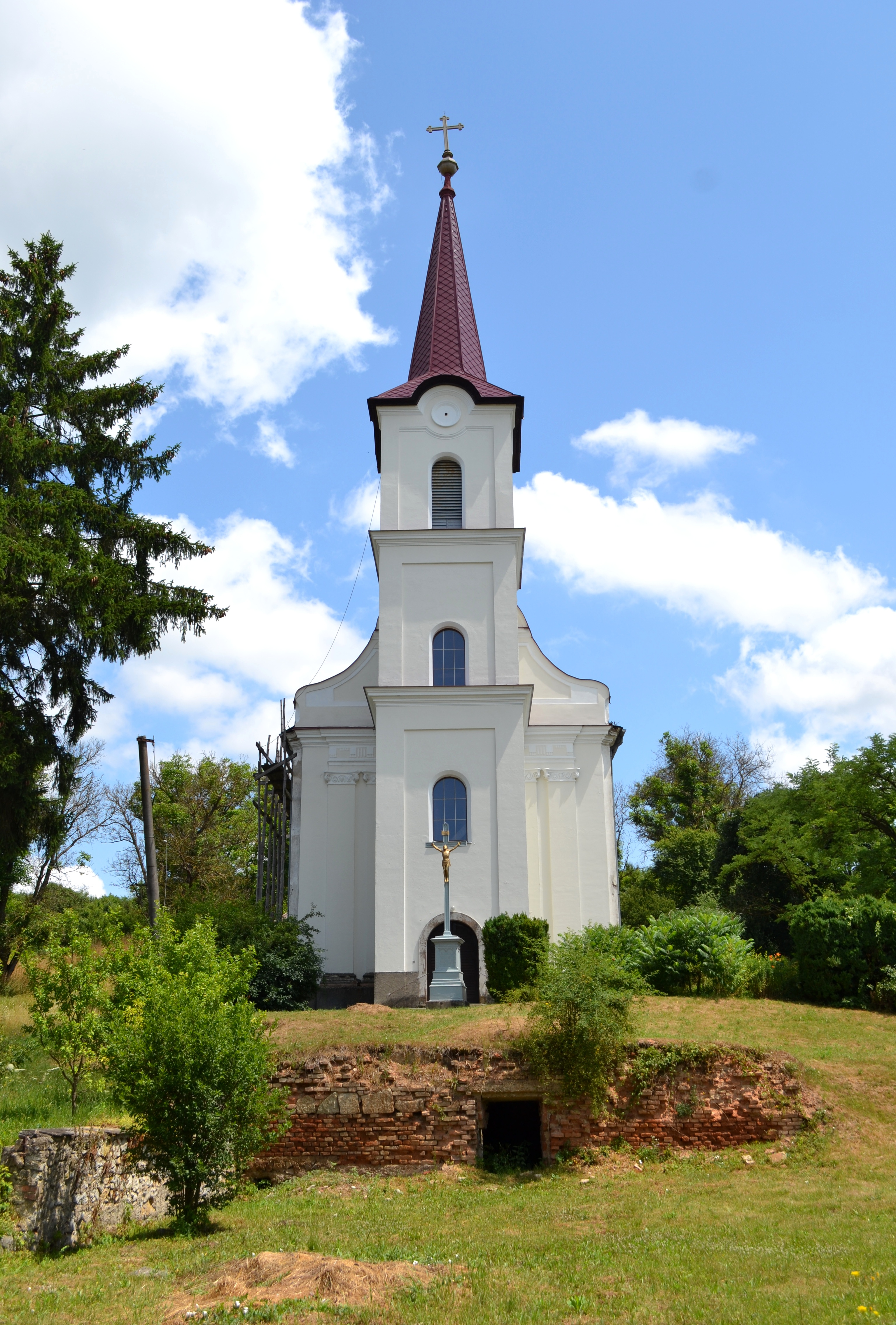
Klassizistische Dreifaltigkeitskirche

Barca, ungarisch Baraca (bis 1927 slowakisch „Borica“) ist eine Gemeinde in der südlichen Mittelslowakei mit 614 Einwohnern (Stand 31. Dezember 2024), die im Okres Rimavská Sobota, einem Kreis des Banskobystrický kraj, liegt und zur traditionellen Landschaft Gemer gehört.

## Geographie
Die Gemeinde befindet sich im Mittelteil des Talkessels Rimavská kotlina (Teil der größeren Einheit Juhoslovenská kotlina), im Tal des Baches Teška im Einzugsgebiet der Rimava. Das Ortszentrum liegt auf einer Höhe von 198 m n.m. und ist 18 Kilometer von Rimavská Sobota entfernt.
Nachbargemeinden sind Figa im Norden, Rumince im Osten, Chanava im Südosten, Ivanice und Cakov im Süden, Radnovce im Südwesten, Žíp und Dulovo im Westen und Kaloša im Nordwesten.

## Geschichte
Barca wurde zum ersten Mal 1334 als Barasta schriftlich erwähnt, weitere historische Bezeichnungen sind Barachcha (1345), Barza (1495) und Baracza (1808). Das Geschlecht Ratold erhielt den Ort per einer königlichen Donation zur Zeit der Ersterwähnung, er ist aber älteren Ursprungs. Später kam es zu häufigen Wechseln der Besitzer, ab der Mitte des 16. Jahrhunderts war das Dorf Besitz des Kapitels in Erlau, im 17. Jahrhundert des Jesuitenkollegiums in Kaschau. Im späten 17. Jahrhundert wurde der Ort durch Kriegseinwirkungen und Pestepidemien in Mitleidenschaft gezogen, sodass 1773 die Bevölkerungszahl nur ein Drittel im Vergleich mit der im 16. Jahrhundert betrug. 1828 zählte man 55 Häuser und 500 Einwohner, die als Landwirte beschäftigt waren.
Bis 1918/19 gehörte der im Komitat Gemer und Kleinhont liegende Ort zum Königreich Ungarn und kam danach zur Tschechoslowakei beziehungsweise heute Slowakei. Zwischen 1920 und 1925 wurde das Großgut parzelliert und slowakische Siedler ließen sich in Barca nieder. Auf Grund des Ersten Wiener Schiedsspruchs lag der Ort von 1938 bis 1944 noch einmal in Ungarn.

## Bevölkerung
| Jahr                | 1994 | 2004     | 2014     | 2024     |
| ------------------- | ---- | -------- | -------- | -------- |
| Anzahl der Personen | 300  | 451      | 553      | 614      |
| Unterschied         |      | +50,33 % | +22,61 % | +11,03 % |

| Jahr                | 2023 | 2024    |
| ------------------- | ---- | ------- |
| Anzahl der Personen | 604  | 614     |
| Unterschied         |      | +1,65 % |

Gemäß der Volkszählung 2011 wohnten in Barca 512 Einwohner, davon 356 Magyaren, 68 Roma, 59 Slowaken und drei Tschechen. 26 Einwohner machten keine Angabe zur Ethnie.
453 Einwohner bekannten sich zur römisch-katholischen Kirche, 18 Einwohner zu den Zeugen Jehovas, zwei Einwohner zur reformierten Kirche und ein Einwohner zur griechisch-katholischen Kirche. 12 Einwohner waren konfessionslos und bei 26 Einwohnern wurde die Konfession nicht ermittelt.

## Baudenkmäler
- römisch-katholische Kirche der Hl. Dreifaltigkeit im klassizistischen Stil aus dem Jahr 1787[6]